# Centre d'Estudis Unitat Popular
El Centre d'Estudis Unitat Popular (CEUP) és un laboratori d'idees català creat l'any 2022 com un espai de pensament crític i de formació, i un centre de documentació i promoció de la memòria política dels Països Catalans, «amb la finalitat de ser un espai on generar eines i idees per al debat entorn del projecte de la Unitat Popular i amb capacitat pròpia per analitzar fenòmens i processos sociopolítics, econòmics i culturals».
El CEUP està format inicialment per un consell honorífic constituït per divuit persones referents en la història del moviment independentista, llibertari i del món sindical com August Gil Matamala, Blanca Serra, Eudald Carbonell, Mateu Seguí i Parpal, Aleix Renyé, Àlvar Valls, Agustí Barrera, Armando Varo González, Carles Sastre, Gabriela Serra, Julià de Jódar, Jaume Oliveras i Costa, Magda Ballester, Pep Musté, Ramon Piqué, Ramon Majó Lluch, Roser Vernet i Tomeu Martí.
Més enllà del consell honorífic, el CEUP compta amb el suport de persones de referència acadèmica d'àmbit internacional com Marcello Musto, Jodi Dean i Özgür Güneş, i d'un patronat que es renova cada quatre anys i s'encarrega de marcar les línies generals del CEUP format per vuit persones: Laure Vega, Vidal Aragonès, Eulàlia Reguant, Albert Botran, Núria Gibert, Joan Teran, Gerard Nogués i Mariona Lladonosa.
El CEUP edita també la revista Onze i tres col·leccions periòdiques, «Vides», «Vilar» i «Comuna 1871», les primeres publicacions de les quals van ser sobre el maqui Florenci Pla Meseguer «La Pastora», sobre l'amistat política de Lluís Companys, Salvador Seguí i Francesc Layret, i una tercera sobre identitat nacional i de classe.